# セルフリッジ 英国百貨店
『セルフリッジ 英国百貨店』（セルフリッジえいこくひゃっかてん、原題：Mr. Selfridge）は、1910年代のハリー・ゴードン・セルフリッジと彼のロンドンの百貨店セルフリッジズを描いた2013年放映のイギリスの歴史テレビドラマである。ITV StudiosとMasterpieceによって製作され、ITVで放送された。

## 概要
本ドラマはLindy Woodheadの伝記"Shopping, Seduction & Mr Selfridge"に基づいて製作された。1908年、女性が自由を満喫し始めていた時代に、ロンドンにセルフリッジズ百貨店を創設したハリー・ゴードン・セルフリッジと、その妻ローズら家族の物語を描く。2013年から放送が始まり、2016年にはシーズン4が放送されて終了した。各シーズンは10エピソードからなる。
日本では2014年からIMAGICA BSで放送された。また2015年からはGYAO!でも提供されている。

## 製作
1909年のセルフリッジズ百貨店の店内を再現したセットがロンドンの北部に建てられ、外見のセットはケント州のThe Historic Dockyard Chathamに建設された。2013年2月8日、ITVは、1914年に設定され、第一次大戦の影響を描くシーズン2の製作を発表した。2014年2月21日、1918年に設定されたシーズン3の製作が発表された。2015年3月13日、シーズン4の製作が発表された。

## キャスト
| 役名                                | 俳優                                     | 説明                                                         | 日本語吹替     |
| ----------------------------------- | ---------------------------------------- | ------------------------------------------------------------ | -------------- |
| ハリー・セルフリッジの家族          |                                          |                                                              |                |
| ハリー・セルフリッジ                | ジェレミー・ピヴェン                     | アメリカ出身の実業家、社長                                   | 東地宏樹       |
| ローズ・セルフリッジ                | フランシス・オコナー                     | ハリーの妻                                                   | 玉川砂記子     |
| ロイス・セルフリッジ                | キカ・マーカム                           | ハリーの母                                                   | 宮沢きよこ     |
| ゴードン・セルフリッジ              | Adam Wilson                              | ハリーとローズの息子、店に勤める                             | 渡辺広子       |
| ロザリー・セルフリッジ/デ・ブロトフ | Poppy Lee Friar Kara Tointon             | ハリーとローズの娘                                           | 増岡裕子       |
| ベアトリス・セルフリッジ            | Raffey Cassidy Alana Boden               | ハリーとローズの娘                                           |                |
| ヴィオレット・セルフリッジ          | Freya Wilson Millie Brady Hannah Tointon | ハリーとローズの娘                                           |                |
| 店員                                |                                          |                                                              |                |
| アグネス・タウラー/ラクレール       | Aisling Loftus                           | 婦人小物売り場主任、後にディスプレイ責任者。後にアンリと結婚 | 渋谷はるか     |
| ジョージ・タウラー                  | Calum Callaghan                          | アグネスの弟、搬入部員、後に責任者                           | 杉山ひこひこ   |
| アンリ・ラクレール                  | Grégory Fitoussi                         | ウィンドー装飾の専門家、後に社長代理                         | 小林親弘       |
| ロジャー・グローヴ                  | Tom Goodman                              | 人事部長                                                     | 綿貫竜之介     |
| アーサー・クラブ                    | Ron Cook                                 | 経理部長                                                     | 西村太佑       |
| ミス・ブレンキンソップ              | Deborah Cornelius                        | 秘書                                                         | 早川舞         |
| ミス・プランケット                  | Sadie Shimmin                            | 秘書                                                         |                |
| ジョジー・マーデル                  | Amanda Abbington                         | 婦人小物部門長                                               | 三沢明美       |
| グレイス・カルソープ                | Amy Morgan                               | 婦人小物売り場店員                                           |                |
| キティ・ホーキンス/エドワーズ       | Amy Beth Hayes                           | 婦人小物売り場店員、のちに化粧品部門長。後にフランクと結婚   | あんどうさくら |
| コニー・ホーキンス/タウラー         | Sacha Parkinson                          | キティの妹、後にジョージの妻                                 |                |
| ドリス・ミラー/グローヴ             | Lauren Crace                             | 婦人小物売り場店員、後にロジャーの妻                         | まつだ志緒理   |
| ミス・バンティング                  | Pippa Haywood                            | 衣料品部門長                                                 | 高木珠里       |
| ミス・ラビリアス                    | Anna Madeley                             | バンティングの後任の衣料品部門長                             | 高尾まみ       |
| サッカレー                          | Cal MacAninch                            | ラビリアスの後任の衣料部門長                                 |                |
| ヴィクター・コレアーノ              | Trystan Gravelle                         | 百貨店のレストラン"パーム・コート"の給仕、後に支配人         | 石狩勇気       |
| フランコ・コレアーノ                | Sean Teale                               | ヴィクターの従兄弟で"パーム・コート"の給仕                   |                |
| ミスター・ペレス                    | Timothy Watson                           | 百貨店のレストランの支配人                                   | こねり翔       |
| グレース・カルソープ                | Amy Morgan                               | 婦人小物売り場店員、のちにゴードンの妻                       |                |
| その他                              |                                          |                                                              |                |
| レディ・メイ・ロックスレイ          | Katherine Kelly                          | ハリーの後援者で元踊り子                                     | 唐沢潤         |
| ロックスレイ卿                      | Aidan McArdle                            | レディ・メイの夫で貴族                                       | こねり翔       |
| トニー・トラヴァース                | Will Payne                               | レディ・メイの愛人                                           | 石狩勇気       |
| フランク・エドワーズ                | サミュエル・ウェスト                     | 出版者、ハリーの友人、フランク・ハリスがモデル               | 中村和正       |
| ロデリック・テンプル                | Oliver Jackson-Cohen                     | ローズに近づく画家                                           | 柿原徹也       |
| フレーザー                          | Malcolm Rennie                           | セルフリッジ家の執事                                         | 増山浩一       |
| レグ・タウラー                      | Nick Moran                               | アグネスの酒癖の悪い父                                       | こねり翔       |
| エレン・ラヴ                        | Zoe Tapper                               | 踊り子で百貨店のイメージガール、ハリーの愛人                 | たかはし智秋   |
| デルフィーヌ・デイ                  | ポリー・ウォーカー                       | ローズの友人、小説家にしてクラブ経営者                       | 五十嵐麗       |
| フロリアン・デュポン                | Oliver Farnworth                         | ベルギー人のバイオリニスト                                   |                |
| ナンシー・ウェブ                    | Kelly Adams                              | 建設業者                                                     |                |
| プリンセス・マリー                  | ゾーイ・ワナメイカー                     | ロシア皇帝の血をひく公妃                                     |                |
| セルゲイ・ドゥ・ボロトフ            | Leon Ockenden                            | プリンセス・マリーの息子でロザリーの夫                       |                |
| エルザ                              | Naomi Ryan                               | ヴィクター・コレアーノの店で右腕を務める女性                 |                |
| ウィンステイ卿                      | ロバート・パフ                           | 新聞王                                                       |                |
| ジミー・ディロン                    | Sacha Dhawan                             | インドの血をひく若き実業家                                   |                |
| ドリー姉妹                          | Emma Hamilton Zoe Richards               | 女優姉妹                                                     |                |
| ティリー・ブロックレス              | Mimi Ndiweni                             | 黒人の縫子                                                   |                |

## あらすじ

### シーズン1
1908年、合衆国で百貨店を成功させたハリー・セルフリッジは一家でイギリスに引っ越し、ロンドンでも豪華な百貨店を立ち上げる。従業員を雇用し、有名人を店に招き、様々な新機軸を打ち出して店は成功する。だがハリーの愛人関係に妻ローズは苦しみ、やがて家族はハリーを残して合衆国に戻る。

### シーズン2
妻ローズが戻り、息子ゴードンは店で修業を始める。第一次世界大戦が勃発してハリーや従業員たちも巻き込まれる。レディ・メイの夫ロックスレイ卿が不正行為を働きハリーに罪を着せる。ローズは重病となる。

### シーズン3
妻ローズの死後、ハリーは娘ロザリーの結婚相手と娘ヴィオレットの交際相手に悩まされる。復員兵の処遇が社会問題となる中、ハリーは復員兵のための住宅建設を計画する女性に出会う。ロックスレイ卿がロンドンに戻り、ハリーへの復讐を謀る。

### シーズン4
母の死後、ハリーはギャンブルの負債がかさんで支店を売却するが、直後に若き実業家ディロンと組んで老舗百貨店を買収する。ディロンは老舗百貨店の未払い金を処理できず、レディ・メイをめぐってヴィクターと争いになって転落死を招き、自らも自殺する。未払い金問題はセルフリッジ本体にも及び、危機に陥ったハリーは辞職を迫られる。

## エピソード
各エピソードの原題は"Episode 1"、"Episode 2"、とシリーズ内の番号をつけただけなので省略

### シリーズ 1 (2013)
1908-1910年が舞台
| # | 邦題                         | 監督            | 脚本           | 英国初回放送日 | 英国視聴者数 (百万人) |
| --- | ---------------------------- | --------------- | -------------- | -------------- | --------------------- |
| 1 | "ミスター・セルフリッジ登場" | Jon Jones       | Andrew Davies  | 2013年1月6日   | 9.36                  |
| 1908年3月、アメリカ出身のハリー・セルフリッジはロンドンのオックスフォード・ストリートの袋小路に世界最大かつ最高の百貨店を作ろうとする。だが出資者は手を引き、ハリーはレディ・メイ・ロックスレイの後援を得て彼女の知り合いから新たな出資を受ける。妻、4人の子供、そして母親がアメリカから到着し、ハリーはスタッフを雇い始める。ハリーのせいで前の職場を解雇されたアグネス・タウラーが、ハリーに雇われる。 |                              |                 |                |                |                       |
| 2 | "奇想天外なアイデア"         | Jon Jones       | Andrew Davies  | 2013年1月13日  | 8.95                  |
| 集客が上手くいかないため、ハリーは初めてドーバー海峡を飛んだフランス人の飛行士を店に招き、その飛行機を店内に展示する。ハリーは女優のエレン・ラブと恋仲になり、妻ローズも画家のロデリック・テンプルと知りあう。アグネスは弟のジョージに百貨店の仕事を世話するが、暴力をふるう父親が二人を苦しめる。ヴィクターはアグネスに近づく。 |                              |                 |                |                |                       |
| 3 | "危険な嵐"                   | John Strickland | Kate Brooke    | 2013年1月20日  | 7.60                  |
| ハリーはエレンにアパートをあてがうが、ローズの知るところとなる。エレンがメイクするところを見て、ハリーは化粧品売り場を店頭に置くと決め、アンリに自社製の香水を作らせる。父親の暴力に苦しむアグネスはアンリを手助けする。レディ・メイはハリーの長女ロザリーの社交界デビューを応援する。 |                              |                 |                |                |                       |
| 4 | "欲望の嵐"                   | John Strickland | Kate O'Riordan | 2013年1月27日  | 7.73                  |
| バンティングは商品を盗んで解雇され、ラビリアスが衣料品部門責任者として雇われ波風を立てる。アンナ・パヴロワが宣伝イベントのために店に招かれ、ローズとお茶を飲むことになる。エレンは無視されたと思い、パヴロワのイベントに割り込もうとするが追い出される。アグネスの父が酔っ払ってイベントに現れ騒ぎを起こす。ロデリックに引きとめられたローズはイベントに遅れてしまう。 |                              |                 |                |                |                       |
| 5 | "疑惑の渦"                   | Anthony Byrne   | Kate Brooke    | 2013年2月3日   | 7.76                  |
| 父親が酔って店で騒いだため、アグネスは辞職する。セルフリッジはアグネスの家に行き、父親をロンドンから去らせ、アグネスを復職させる。セルフリッジは父親に虐待されたことを思い出して苦しむ。エレンはローズを訪ねて不倫関係を暴露する。セルフリッジは妻と画家のロデリックとの関係を訝る。ジョージが働く納入部での窃盗が明るみに出る。アグネスが戻りアンリは喜ぶが、アグネスはヴィクターと言い争いになる。ヴィクターはレディ・メイに取り入ろうとする。セルフリッジはローズと向き会うが、逃げ出してクラブに行きエレンと修羅場になる。打ちひしがれたセルフリッジは酔って自動車事故を起こす。 |                              |                 |                |                |                       |
| 6 | "時代の息吹"                 | Anthony Byrne   | Kate Brooke    | 2013年2月10日  | 7.79                  |
| セルフリッジは昏睡状態にあり、エレンは自殺未遂から回復する。妻を亡くしたグローブは職場に復帰して社長代理を務め、レディ・メイの主催する婦人参政権運動の活動家のランチをキャンセルする。ヴィクターはレディ・メイと関係を持ち始め、アグネスに冷たくする。アンリはアグネスに好意を表す。セルフリッジの息子のゴードンは、いつか自分が店を継ぐと知り一人で店を訪れる。エレンは醜聞を新聞に売ろうとするが、セルフリッジの友人のフランク・エドワーズに説得される。怒った婦人活動家たちが店に押しかけて大騒ぎになる。                                                                         |                              |                 |                |                |                       |
| 7 | "選択の時"                   | Anthony Byrne   | Kate O'Riordan | 2013年2月17日  | 7.88                  |
| ハリーは作家で心霊主義者のサー・アーサー・コナン・ドイルを店に招いてシャーロック・ホームズの本のサイン会を開き、降霊会を催す。降霊会でマーデルは喜び、ロイスは脅える。ドリスは盗みで解雇され貧困に落ちたバンティングに同情する。ジョージがキティーを恋するようになる。アグネスは婦人小物部門から婦人服部門に移る。レディ・メイの助けでセルフリッジは銀行と交渉し株式を発行する。ロザリーはレディ・メイを介添え人として社交界にデビューする。 |                              |                 |                |                |                       |
| 8 | "迷える人々"                 | Michael Keillor | Kate Brooke    | 2013年2月24日  | 7.71                  |
| ハリーの旧友のフランク・ウールワースと妻がロンドンに来てディスカウントストアを開く。ハリーは全部門で期間限定セールを開いて対抗する。レディ・メイはロザリーに求婚者を紹介し、ハリーはロザリーの初めての夜会に出席するが、そこにはロデリックも呼ばれている。キティーとドリスは売り場主任の座を争い、グローヴの面接を受けてキティーが選ばれる。ハリーはバンティングの推薦状を書くことを拒否する。アグネスはアンリと夕食を共にする。レディ・メイはレストランを開きたいと言うヴィクターの夢を冷淡にあしらう。ローズはつきまとうロデリックを迷惑に思い始める。                             |                              |                 |                |                |                       |
| 9 | "それぞれの決断"             | Michael Keillor | Kate O'Riordan | 2013年3月3日   | 7.40                  |
| セルフリッジは南極探検家のアーネスト・シャクルトンの講演会を店で催す。バンティングの自殺で地下鉄が遅れ、店員が遅刻する。ハリーは衝撃を受け、失職した友人のフランク・エドワーズに就職を頼まれるが断る。ハリーはロザリーにつきまとうロデリックを追い払う。ラビリアスがアグネスとアンリの関係に気付く。昔の恋人のヴァレリー・モーレルが現れ、アンリにニューヨークでの仕事を紹介する。ドリスとグローブはお茶を飲みながら亡きバンティングを忍ぶ。 |                              |                 |                |                |                       |
| 10 | "栄光とその影"               | Michael Keillor | Andrew Davies  | 2013年3月10日  | 7.73                  |
| レディ・メイが企画し、閉店後にエドワード7世が特別に招かれて買い物を楽しむ。お返しに王はハリーをエレン・ラブの舞台の初日に招き、ローズは渋々同行する。ドリスがグローブと婚約してマーデルは衝撃を受ける。アンリが辞職を申し出てハリーは怒る。ジョージはキティーを映画に誘い、アグネスはヴィクターと再び付き合い始める。セルフリッジ一家とレディ・メイがエレンの舞台を見るが、フランク・エドワーズが自分たちを馬鹿にして書いた風刺劇だと知る。恥をかかされたローズは子供たちと共に合衆国に帰る。ハリーはオックスフォード街の王と称えられるが、私生活では妻や子と別居を迫られる。        |                              |                 |                |                |                       |

### シリーズ 2 (2014)
1914年が舞台
| # | 邦題             | 監督          | 脚本                          | 英国初回放送日 | 英国視聴者数 (百万人) |
| --- | ---------------- | ------------- | ----------------------------- | -------------- | --------------------- |
| 1 | "新たなる挑戦"   | Anthony Byrne | Andrew Davies and Kate Brooke | 2014年1月19日  | 6.76                  |
| 1914年6月、アメリカに帰っていたローズが店の開店5周年の記念日に戻りハリーは喜ぶ。15歳の息子ゴードンは学校をやめて店で働きたいと言い、夫婦の口論を招く。アグネス・タウラーはパリから戻り、ディスプレイの責任者となるが衣料部門長のサッカレーと反目する。ローズの友人で小説家のデルフィーヌ・デイが店で朗読会を開く。レディ・メイの夫のロックスレイ卿が突然ロンドンに現れ、戦争が迫る中で脅迫により軍の調達委員会に入ろうとする。 |                  |               |                               |                |                       |
| 2 | "嵐の予感"       | Anthony Byrne | Kate O'Riordan                | 2014年1月26日  | 5.73                  |
| 戦争が始まればハリーはアメリカに帰るのではないかと従業員たちは心配する。ハリーは士気をあげるため、大英帝国祭と従業員のためのパーティーを企画するが、ローズの頼みでパーティーはデルフィーヌのクラブで開かれる。労働組合は搬入部の労働者の組織化を図り、ゴードンも集会に出る。レディ・メイは田舎の別荘に逃げ出そうとするが、ロックスレイ卿は他人に貸し出してしまう。軍事物資の供給のため、ロックスレイ卿はセルフリッジに会う。ニューヨークで事業に失敗して落魄したアンリ・ラクレールがロンドンに戻り、ローズが会いに行ったことをデルフィーヌがハリーに漏らす。 |                  |               |                               |                |                       |
| 3 | "開戦前夜"       | Rob Evans     | Kate Brooke                   | 2014年2月2日   | 5.43                  |
| 1914年7月、アグネスはサッカレーの嫌がらせを受けながらも大英帝国祭の準備を進める。セルフリッジはアンリ・ラクレールに手助けをさせ、アグネスは喜ぶが、イタリア人に対する世間の風当たりが強くなったこともありヴィクターは面白くない。ロックスレイ卿はセルフリッジに会い、革メーカーの情報を求める代わりにウィンストン・チャーチルの大英帝国祭の開幕式出席を提案する。レディ・メイは夫の破産を知るがセルフリッジから隠す。マーデルは兄の遺産で金持ちになる。グローブは遅刻を繰り返して勤務態度を改めるようセルフリッジから最後の忠告を受け、必死に仕事に取り組んで男性従業員の8割が軍に志願できることを調べ上げる。開戦が近づき、セルフリッジはローズと今後についてじっくり話し合う。英国とドイツの間に戦争が始まり、チャーチルは式を欠席する。 |                  |               |                               |                |                       |
| 4 | "立ち込める暗雲" | Rob Evans     | Dan Sefton                    | 2014年2月9日   | 5.57                  |
| 開戦後ベルギーでの虐殺の知らせが届き、アグネスの弟ジョージを初めとする店の従業員が大挙して軍に入隊し人員不足の心配が生じる。ハリーはアンリを社長代理に指名してサッカレーは失望する。ローズ、デルフィーヌ、レディ・メイは避難民を助けるためチョコレートのチャリティ・セールを企画する。マーデルはベルギー人のチョコレート業者ノイハウスと知り合う。ヴィクターも志願しようとするが、叔父が心臓発作で急死しあきらめる。ロックスレイ卿は靴メーカーに賄賂を要求する。フランク・エドワーズは自分の戦争記事が政府に検閲されていることを憤るがハリーは取り合わない。 |                  |               |                               |                |                       |
| 5 | TBA              | Lawrence Till | Kate O'Riordan                | 2014年2月16日  | 5.17                  |
| ローズは搬入部で働き始めた女性たちの制服の問題を解決する。ハリーが戦争に貢献したいと望んだため、デルフィーヌは政府要人とのカードゲームの会を企画する。ハリーはレディ・メイにロックスレイ卿の出席を頼み、卿はハリーを負かせると喜んで参加するが手ひどく負ける。クラブは店員の射撃訓練を企画し、ローズは女性店員も参加させる。サッカレーはアンリを怪しみ尾行する。マーデルはベルギー人のバイオリニストの難民を客として家に迎える。 |                  |               |                               |                |                       |
| 6 | "忍び寄る影"     | Lawrence Till | Kate Brooke                   | 2014年2月23日  | 5.19                  |
| 店からドイツ製品が撤去され、英国政府はセルフリッジをドイツに送って機密情報を収集させようとする。ハリーは慈善コンサートを企画し、レディ・メイは旧友の歌手リチャード・チャップマン(アルフィー・ボー)を出演させ、マーデルはベルギー人の下宿人のバイオリン伴奏を申し出る。ヴィクターはレストランを開く準備を整え、アグネスにプロポーズして受け入れられる。サッカレーはアンリをドイツのスパイと疑い、コンサートが行われる中、ハリーはドイツに向かい、アンリは逮捕される。 |                  |               |                               |                |                       |
| 7 | "疑心暗鬼"       | Lawrence Till | Dan Sefton                    | 2014年3月2日   | 5.22                  |
| ハリーの不在中にアンリがスパイ容疑で逮捕され、グローブとクラブが店を仕切る。搬入部員が戦死したため、ゴードンが遺族にお悔やみの手紙を書こうとする。ロックスレイ卿は軍に納入された粗悪品の靴をハリーのせいにし、ハリーを非難する記事をフランクに書かせる。レディ・メイは夫を捨てる。アグネスとヴィクターがアンリを救おうとし、サッカレーが告発を撤回してアンリのスパイ容疑は晴れるが、アメリカで横領罪により指名手配中であることがわかり再逮捕される。電報がアグネスに届く。 |                  |               |                               |                |                       |
| 8 | "信頼回復への道" | Rob Evans     | Kate Brooke                   | 2014年3月9日   | 5.19                  |
| ドイツから帰ったハリーは自分の評判が汚され、店の売り上げが落ちていることを知る。デルフィーヌはハリウッドのスターでプロデューサーのマック・セネットが店を訪問するようはからう。ジョージが行方不明となったアグネスは、アンリの探すバレリーを見つけてくれとハリーに頼む。レディ・メイは夫と決別するためハリーを助けようとするが拒絶される。ハリーはバレリーを見つけ、アンリの濡れ衣を晴らそうとする。 |                  |               |                               |                |                       |
| 9 | "忍耐の日々"     | Rob Evans     | Dan Sefton                    | 2014年3月16日  | 5.01                  |
| 客を失ったハリーはデルフィーヌに店のレストランでイベントを企画させる。アンリの進言で、アメリカ人のジャーナリストを招いて店の記事を書いてもらい、アグネスが大きく扱われる。結婚を迷い始めたアグネスのもとにジョージが戻る。レディ・メイとフランクは協力してハリーを助けようとするがロックスレイ卿の反撃にあう。ハリーの母と娘たちがロンドンに来るが、ローズの肺に影が見つり、デルフィーヌの勧めで海辺で療養することにする。レディ・メイはデルフィーヌの真の意図を知り警告する。デルフィーヌに誘惑されたハリーは二度と会いたくないと言い放つ。 |                  |               |                               |                |                       |
| 10 | "愛の絆"         | Rob Evans     | Kate O'Riordan                | 2014年3月23日  | 5.23                  |
| マーデルは年齢の違いを気にしてベルギー人と別れようとする。ヴィクターとアグネスは辞職と結婚を急ぐ。アンリはフランス軍に入隊しようとする。だがマーデルは考え直し、ヴィクターはアグネスの才能を惜しんで身を引き、アンリはアグネスのために入隊を思いとどまる。レディ・メイは夫の書類から証拠を見つけてハリーへの疑惑を晴らす。感謝祭の食事の前にローズは不治の病を夫に告白する。 |                  |               |                               |                |                       |

### シリーズ 3 (2015)
1918–1919年が舞台
| # | 邦題             | 監督               | 脚本           | 英国初放送日  | 英国視聴者数 (百万人) |
| --- | ---------------- | ------------------ | -------------- | ------------- | --------------------- |
| 1 | "再出発の日"     | Rob Evans          | Kate Brooke    | 2015年1月25日 | 4.23                  |
| 1918年5月、ローズの葬儀が行われる。1919年春、娘のロザリーがロシア公妃マリーの息子で飛行士のセルゲイと結婚し、セルゲイは飛行場と航空事業の創設をもくろむ。ロックスレイ卿が戻りハリーへの復讐を謀る。搬入部では復員した男性社員が女性社員と対立し、ジョージは辞職してヴィクターの店で働く。ヴィクターは警官に恐喝される。アンリはフランスから戻ってアグネスと結婚する。建設業者のナンシー・ウェブは復員兵のための住宅建設を企画し、飛行場建設に反対してハリーに抗議する。                                                                        |                  |                    |                |               |                       |
| 2 | "前途多難"       | Rob Evans          | Kate O'Riordan | 2015年2月1日  | 3.99                  |
| ハリーはファッションの催しで失敗したサッカレーを解雇し、ハリーの娘ヴィオレットの助けでアンリとアグネスが事態を収拾する。ハリーはナンシーの計画に乗って住宅建設計画を提案するが、クラブが役員会で批判し否決される。ロックスレイ卿はセルゲイの飛行場計画に投資してハリーへの復讐を謀る。アンリは戦争後遺症に苦しみヴィクターの店に通う。 |                  |                    |                |               |                       |
| 3 | "戦争の傷跡"     | Rob Evans          | Helen Raynor   | 2015年2月8日  | 4.56                  |
| ハリーは男性社員が復員して余剰となった女性社員を解雇する。住宅建設用地購入のために個人借り入れをするが、競売でロックスレイ卿と競合となり予定の倍以上の金額を払う羽目になる。アグネスはアンリと店の前で口論になる。ハリーの母のロイスはプリンセス・マリーの身辺調査を始める。キティーは妹のコニーを再び店に雇わせて家から追い出す。マーデルが店に復帰し、ドリスが怪しい男に付きまとわれているのを見る。キティーの夫のフランクは復員兵を取材するが、彼らはキティーを襲う。                                                                       |                  |                    |                |               |                       |
| 4 | "去りゆく友"     | Robert Del Maestro | Kate Brooke    | 2015年2月15日 | 3.81                  |
| ヴィオレットはヴィクターの店に通い恋仲になる。キティーが襲われた後、店は覆面警備員を雇う。キティーを襲った復員兵と夫が時間外に店で飲んでいたことをヴィクターが明かしてキティーは怒る。ヴィクターとフランクは警察に通報する。ヴィクターは法律を守って店を運営すると宣言し、今後は警官に賄賂を渡さないと宣言する。ロックスレイ卿はセルゲイを見捨て、ロザリーは夫のギャンブルの借金を払う。アンリを立ち直らせるため、アグネスは店を辞めて、夫と共にロンドンを離れる。友を失ったセルフリッジはナンシー・ウェブに愛を告白する。                     |                  |                    |                |               |                       |
| 5 | "仕掛けられた罠" | Robert Del Maestro | Helen Raynor   | 2015年2月22日 | 4.18                  |
| セルフリッジが副店長を募集すると、マーデルとグローブが応募して競い合い、ゴードンも交際する店員グレースに背中を押されて応募する。キティの襲撃はハリーが復員兵を見下しているという悪意のある記事となり、ロックスレイ卿は名誉挽回のために復員兵を援助する基金を立ち上げる。ハリーは対抗して復員兵のための安価な住宅建設の計画を進める。ロイスは債権のことでプリンセス・マリーを問い詰める。ドリスは末息子アーネストの父親が夫のグローブではないことをマーデルに打ち明ける。ヴィクターの店は警察に捜索され、ヴィクターとヴィオレットが逮捕される。 |                  |                    |                |               |                       |
| 6 | "見えない綻び"   | Joss Agnew         | Matt Jones     | 2015年3月1日  | 4.14                  |
| ハリーは店の株の一部を売って住宅建設資金を作り、筆頭株主ではなくなる。ヴィクターは警察から守る代わりに店でギャンブルを開催するよう持ち掛けられる。グローブはゴードンが副店長になったことに失望し、ゴードンが雇った新任のディスプレイ担当者が騒動を起こすの見過ごす。キティを襲った復員兵がロックスレイ卿の尽力で釈放されるがフランクには何もできず、キティはジョージに助けを求める。ナンシーがハリーを詐欺にかけていることが分かる。マーデルはドリスとアーネストの真の父親を引き合わせるが、直後にドリスは交通事故で死ぬ。                     |                  |                    |                |               |                       |
| 7 | "残酷な真実"     | Joss Agnew         | James Payne    | 2015年3月8日  | 3.98                  |
| ロックスレイ卿はハリーが売った株に加えてセルゲイが売ったロザリーの株を手に入れ、店の重役の地位を要求する。ハリーはセルゲイに怒るが、ロザリーの妊娠を知って矛を収める。ヴィクターの店でドラッグが使われていることを知ったジョージは辞職する。アーネストが亡きドリスの不倫の所産であると聞かされたグローブは、アーネストを実の父親に渡すようマーデルに言う。 |                  |                    |                |               |                       |
| 8 | "父と子"         | Lawrence Till      | Helen Raynor   | 2015年3月15日 | 3.64                  |
| 1919年後半、ヴェルサイユ条約が締結され、ハリーは「イギリスを楽しもう」キャンペーンを始め、フランク・エドワーズを広報責任者とする。ロックスレイ卿は株主を集めてハリーの計画を調査する。ヴィクターは店を会員制賭博クラブにしようとする。ジョージはグローブを説得し、アーネストを引き取らせる。グレイスは自分がゴードンとは釣り合わないことを知る。詐欺を働いていたはずのナンシーはセルフリッジの求婚を受け入れる。 |                  |                    |                |               |                       |
| 9 | "男の勝負"       | Lawrence Till      | Kate O'Riordan | 2015年3月22日 | 3.88                  |
| 株主への約束を果たすためセルフリッジは大特売を開始するが、同業者が抗議する。ロックスレイ卿はレディ・メイの再婚を新聞で知り、役員会で収支を問題にしようとする。マーデルの口添えでグローブはジョージを警備責任者として再雇用する。家宝の宝石を取り戻したプリンセス・マリーは、ナンシーの詐欺仲間に出くわして疑念を持ち調べる。ヴィクターは利益を出せというプレッシャーを受ける。ヴィオレットには求婚者が現れる。ゴードンはグレースへの愛を確かめる。グローブはアーネストが実父に会うことを許す。                                                 |                  |                    |                |               |                       |
| 10 | "運命の悪戯"     | Lawrence Till      | Kate Brooke    | 2015年3月29日 | 3.96                  |
| 役員会でセルフリッジ解任決議は否決される。ゴードンは父の反対を押してグレースを選ぶ。グローブとマーデルは元の仲に戻る。兄が詐欺罪で逮捕され、ナンシーはハリーに愛を告白するがハリーは二人の関係を打ち切る。ヴィオレットはヴィクターに告白するが拒否される。ロックスレイは店をハリーから取り上げるため、保有株を謎の実業家に売却する。 |                  |                    |                |               |                       |

### シリーズ 4 (2016)
1928-1929年が舞台
| # | 邦題                            | 監督               | 脚本           | 英国初放送日  | 英国視聴者数 (百万人) |
| --- | ------------------------------- | ------------------ | -------------- | ------------- | --------------------- |
| 1 | "成功者のおごり"                | Robert Del Maestro | Helen Raynor   | 2016年1月8日  | 4.09                  |
| 9年後の1928年、百貨店は好景気に沸きハリーは成功を謳歌する。ゴードンはグレースと結婚し支店を任されている。レディ・メイが久しぶりにハリーを訪れる。グローブは娘のメリルとの関係に悩む。キティはジョージと結婚した妹のコニーから妊娠したと聞かされ、複雑な感情を持つ。彫像の除幕式でハリーは落下して怪我をする。                                                                                 |                                 |                    |                |               |                       |
| 2 | "すれ違う家族"                  | Robert Del Maestro | Helen Raynor   | 2016年1月15日 | 3.77                  |
| ハリーは療養中に引退の噂が出たために復帰する。レディ・メイは店で高級既製服売り場を持ち、黒人の縫子ティリーを雇う。だがハリーはレディ・メイの反対を押し切ってドリー姉妹をモデルに雇う。メリルは教師と百貨店の職を掛け持ちする。ハリーは電器製品売り場を新設する。ハリーの母ロイスが亡くなる。                                                                                                  |                                 |                    |                |               |                       |
| 3 | "危うい賭け"                    | Bill Anderson      | Matt Jones     | 2016年1月22日 | 3.62                  |
| 母の死後、ハリーは女遊びとギャンブルに明け暮れる。ゴードンの反対を押し切って、ジミー・ディロンの危険な金融スキームで店の株を売却し巨額の資金を得ようとする。キティーはエリザベス・アーデンからニューヨークでの仕事に勧誘されるが、夫のフランクは気に入らない。グローブに致命的な疾患が見つかる。                                                                                              |                                 |                    |                |               |                       |
| 4 | "崩壊する人生"                  | Bill Anderson      | James Payne    | 2016年1月29日 | 3.64                  |
| 巨額の資金を手にしたハリーは大陸で店舗を買収し、フランスでのパーティーに記者を招いて発表するが、危険な事業拡大を危惧するゴードンは出席しない。グローブの病気を知ったマーデルがニューヨークから会いに来る。ロザリーの結婚に関するスキャンダルが記事になる。ドリー姉妹の出演する映画の後援者が手を引き、ハリーはギャンブルの負債に充てるはずの資金を投じる。                                    |                                 |                    |                |               |                       |
| 5 | "浪費の代償"                    | Fraser MacDonald   | Ben Morris     | 2016年2月5日  | 3.37                  |
| 店内で映画が撮影され、ハリーは撮了を祝ってパーティーを開く。レディ・メイはヴィクターと再会し、恋人のディロンは気に入らない。ハリーが借金を払わないことに怒ったギャンブルの胴元がパーティーを台無しにする。マーデルはグローブの子供たちに受け入れられ、求婚を承諾する。キティーは夫の浮気を知る。                                                                                              |                                 |                    |                |               |                       |
| 6 | "喜びと悲しみの結婚式"          | Fraser MacDonald   | Kate O'Riordan | 2016年2月12日 | 3.14                  |
| ハリーは借金を払うことができず、財産を差し押さえられ、ディロンの仲介で支店を売却せざるを得ない。ハリーはドリー姉妹と別れる。グローブとマーデルは結婚する。フランクはキティーにニューヨークの仕事を受けるべきだと言う。ディロンはレディ・メイとヴィクターがよりを戻したのが気に入らず、争いとなってヴィクターはバルコニーから転落する。                                                        |                                 |                    |                |               |                       |
| 7 | "懲りない男たち"                | Joss Agnew         | Hamish Wright  | 2016年2月19日 | 3.33                  |
| フランクはキティーとともにニューヨークに行く。ゴードンは父と新聞王のウィンスレイ卿との争いを解決する。メリルはティリーの苦境を救おうして解雇の結果を招く。ハリーとゴードンはディロンの買収計画に乗る。ウィンスレイ卿配下の記者がヴィクターの死とディロンの関係に気づく。 |                                 |                    |                |               |                       |
| 8 | "遺されたもの"                  | Joss Agnew         | Matt Jones     | 2016年2月26日 | 3.18                  |
| クラブは買収したホワイトリースの帳簿を調べ、仕入れ先への負債を知る。メリルの願いでティリーは復職する。グローブは引退し、庭で安らかに死ぬ。記者がディロンの周辺を嗅ぎまわる。ハリーはホワイトリースの仕入れの問題を解決しようとする。 |                                 |                    |                |               |                       |
| 9 | "予期せぬ幕引き"                | Rob Evans          | Kate O'Riordan | 2016年3月4日  | 3.28                  |
| ホワイトリースの在庫が底をつき、ディロンはクラブに頼んでセルフリッジの在庫を流用する。マーデルは良い母親になろうと苦心する。コニーは出産する。ウィンスレイ卿の記者はディロンがヴィクターを殺したことを嗅ぎつけ、記事にする。 |                                 |                    |                |               |                       |
| 10 | "さらば ミスター・セルフリッジ" | Rob Evans          | Helen Raynor   | 2016年3月11日 | 3.51                  |
| 1929年3月、ディロンが自殺して店は醜聞に曝される。ハリーは自分の殻に閉じこもった後に復帰し、マーデルを副店長にする。レディ・メイはパリに去る。未払い金を抱える卸売業者が納品を拒否してセルフリッジは危機に陥る。ゴードンは大株主と交渉し、ハリーの辞職および全株式の譲渡と引き換えに未払い金を肩代わりしてもらう。クラブも引退する。20周年の記念日、ハリーは店を去りレディ・メイに迎えられる。 |                                 |                    |                |               |                       |